# يوهانس رودبكيوس
يوهانس يوهانيس رودبكيوس (بالسويدية: Johannes Johannis Rudbeckius) (3 أبريل 1581 – 8 أغسطس 1646) أسقف سويدي.
في أورميستا ، أبرشية ألمبي ، خارج أوريبرو ، توفي في 8 أغسطس 1646 في فاستيراس ، كان أسقفًا سويديًا.
كان رودبكيوس مؤسس أول مدرسة ثانوية في السويد، باسم "Rudbeckianska Gymnasiet" في فيستيروس وقد تأسست عام 1623، وكذلك أسس أول مدرسة للفتيات في السويد، باسم "Johannes Rudbeckius flickskola"، والتي تأسست عام 1632.
كان رودبيكيوس أحد أهم رجال الكنيسة في السويد في القرن السابع عشر. قاد العمل على ترجمة الكتاب المقدس عام 1617. وكان أسقف فاستيراس من عام 1619 (تزوج في 28 يناير ، وتولى منصبه في 5 سبتمبر). من بين أمور أخرى، أصدر اللائحة الأولى بشأن قواعد التسجيل في الكنيسة في أبرشيته.
كان رودبيكيوس في زواجه الأول ، عام 1610 ، متزوجًا من كريستينا ستيرمان ، وفي زواجه الثاني ، عام 1620 ، تزوج من ماجدالينا هايسينغ. كان الزواج الأول بدون أطفال ، وفي الثانية كان لديه أحد عشر طفلاً ، من بينهم أولوف رودبيك دي ، يوهانس رودبيكيوس الأصغر ، وكذلك الأسقف بيتروس يوهانيس رودبيكيوس في أبرشية سكارا ونيكولاس يوهانيس رودبيكيوس ، وكذلك الأب. في أبرشية فاستيراس.